# Вали I (Кјети)
Вали I је насеље у Италији у округу Кјети, региону Абруцо.
Према процени из 2011. у насељу је живело 64 становника. Насеље се налази на надморској висини од 747 м.